# 시파르

시파르(현재의 텔 아부 하바, 수메르어 짐비르, 새들의 도시)는 고대 바빌로니아 도시로 유프라테스 강의 동쪽 제방위에 있으며 바빌론의 북쪽으로 60km 떨어져 있다.
시파르는 여러 부분으로 나뉘는데 1881년 바그다드에서 남동쪽으로 16마일 지점의 아부-하바에서 찾을 수 있는 태양신의 시파르와 여신 아누니트의 시파르가 그것이다.
시파르는 고대 문헌에는 세파르바임으로 불리었는데 그것은 도시의 두부분을 언급한다.
두가지 또 다른 시파르가 있는데 그중의 하나는 에덴의 시파르이다. 또하나는 최초의 셈계 바빌론 제국의 수도인 아가데 또는 아카드로 확인되었다.
도시의 주신은 태양신인 우투(아카드어로는 샤마슈)이다.
수많은 설형문자 점토판과 다른 기념물이 샤마슈 사원의 유적에서 발견되었다. 그것을 수메르인들은 에바바라, 셈족은 비툰이라고 불렀다. 이 사원은 기원전 1831년에도 사용된 세계의 최고 오래된 은행으로 언급된다.